# Pallacanestro 3x3 ai Giochi mondiali sulla spiaggia
La pallacanestro 3x3 è stata inserita nel programma dei Giochi mondiali sulla spiaggia sin dalla prima edizione che si è svolta nel 2019. Sono previsti due tornei, uno maschile e uno femminile, destinati a squadre under-23.

## Torneo maschile
| 2019 Dettagli | Doha | Russia | 21 – 19 | Brasile | Mongolia | 20 – 16 | Ucraina |

## Torneo femminile
| 2019 Dettagli | Doha | Francia | 15 – 9 | Paesi Bassi | Cina | 17 – 13 | Brasile |